# Rita Ora
Rita Sahatçiu Ora (n. 26 noiembrie 1990, Priștina, RSF Iugoslavia) este o cântăreață, compozitoare și actriță britanică originară din Kosovo. Albumul său de debut, "Ora" (2012), a debutat pe poziția #1 în Marea Britanie, și conține single-urile number-one "R.I.P." și "How We Do (Party)". După ce a mai ajuns încă o dată pe poziția #1 în topuri cu piesa "Hot Right Now" în colaborare cu DJ Fresh, Ora a devenit artistul cu cele mai multe single-uri de poziția #1 în UK Singles Chart în 2012. În 2013 ea a fost nominalizată de trei ori la BRIT Awards. Primul single de pe cel de-al doilea său album, "I Will Never Let You Down", a debutat în topul UK Singles Chart în 2014, Ora devenind astfel a doua cântăreață solo britanică cu patru single-uri de poziția #1 în Marea Britanie, după Geri Halliwell.

## Biografie
Rita Ora s-a născut în data de 26 noiembrie 1990, în Pristina, RSF Iugoslavia (astăzi în Kosovo), într-o familie de albanezi kosovari, care s-a mutat în Londra, Marea Britanie, când Rita avea un an. Ora a crescut în Portobello Road, West London și a absolvit Școala de Teatru Sylvia Young iar apoi St Charles Catholic Sixth Form College. Ea a început să cânte de la o vârstă fragedă.
Mama sa, Vera, este psihiatru, iar tatăl, Besnik, este proprietarul unui pub. Ora are o soră mai mare, Elena, și un frate mai mic, Don. Ea a fost botezată după star-ul de film favorit al bunicului său, regizorul Besim Sahatçiu — Rita Hayworth.

## Discografie
Albume de studio
- Ora (2012)
- Phoenix (2018)
- You & I (2023)

## Filmografie
| An   | Titlu                    | Rol             | Note        |
| ---- | ------------------------ | --------------- | ----------- |
| 2004 | Spivs                    | Rosanna         |             |
| 2013 | Fast & Furious 6         | Racer           | Necreditată |
| 2015 | Fifty Shades of Grey     | Mia Grey        |             |
| 2015 | Southpaw                 | Maria Escobar   |             |
| 2017 | Fifty Shades Darker      | Mia Grey        |             |
| 2018 | Fifty Shades Freed       | Mia Grey        |             |
| 2019 | Pokémon Detectiv Pikachu | Dr. Ann Laurent |             |
| 2021 | Twist                    | Dodger          |             |
| VFA  | Wonderwell               | Yana            |             |

| An           | Titlu                           | Rol                            | Note                             |
| ------------ | ------------------------------- | ------------------------------ | -------------------------------- |
| 2004         | The Brief                       | Jaclyn Livermore               | Episodul: "Children"             |
| 2006         | Bombshell                       | Leylah                         | Episodul: "Episode 2"            |
| 2012         | The X Factor                    | Jurat                          | Sezonul 9 (audiții în Londra)    |
| 2013         | 90210                           | Rolul propriei persoane        | Episodul: "Misery Loves Company" |
| 2015         | The Voice UK                    | Coach                          | Series 4                         |
| 2015         | Empire                          | Rolul propriei persoane        | Episode: "Who I Am"              |
| 2015         | The X Factor                    | Jurată                         | Series 12                        |
| 2016–17      | America's Next Top Model        | Prezentatoare                  | Ciclul 23                        |
| 2017         | Boy Band                        | Prezentatoare                  |                                  |
| 2017         | MTV Europe Music Awards         | Prezentatoare                  |                                  |
| 2019         | RuPaul's Drag Race All Stars    | Guest Judge                    | Sezonul 4                        |
| 2020–prezent | Masked Singer UK                | Panelist                       | Seria 3                          |
| 2021–prezent | The Voice Australia             | Coach                          | Seria 10–prezent                 |
| 2022         | Kung Fu Panda: Cavalerul Dragon | Luthera/Spada Călătoare (voce) | 11 episoade                      |

## Premii și nominalizări
| An   | Premiu                                   | Categorie                     | Recipient       | Rezultat     | Ref.          |
| ---- | ---------------------------------------- | ----------------------------- | --------------- | ------------ | ------------- |
| 2012 | MOBO Awards                              | Best Newcomer                 | Ea însăși       | Câștigat     | [ 23 ] [ 24 ] |
| 2012 | MOBO Awards                              | Best Female Act               | Ea însăși       | Nominalizare | [ 23 ] [ 24 ] |
| 2012 | MOBO Awards                              | Best Album                    | Ora             | Nominalizare | [ 23 ] [ 24 ] |
| 2012 | MOBO Awards                              | Best Video                    | "R.I.P."        | Nominalizare | [ 23 ] [ 24 ] |
| 2012 | MTV Europe Music Awards                  | Best New Act                  | Ea însăși       | Nominalizare | [ 25 ]        |
| 2012 | MTV Europe Music Awards                  | Best Push Act                 | Ea însăși       | Nominalizare | [ 25 ]        |
| 2012 | MTV Europe Music Awards                  | Best UK & Ireland Act         | Ea însăși       | Nominalizare | [ 25 ]        |
| 2012 | UK Music Video Awards                    | Best UK Urban Video           | "R.I.P."        | Nominalizare | [ 26 ]        |
| 2012 | Urban Music Awards                       | Best Newcomer                 | Ea însăși       | Nominalizare | [ 27 ] [ 28 ] |
| 2012 | Urban Music Awards                       | Best Female Act               | Ea însăși       | Nominalizare | [ 27 ] [ 28 ] |
| 2012 | Urban Music Awards                       | Artist of the Year            | Ea însăși       | Câștigat     | [ 27 ] [ 28 ] |
| 2012 | Urban Music Awards                       | Best International Artist     | Ea însăși       | Nominalizare | [ 27 ] [ 28 ] |
| 2012 | Urban Music Awards                       | Best Single                   | "R.I.P."        | Nominalizare | [ 27 ] [ 28 ] |
| 2012 | Urban Music Awards                       | Best Album                    | Ora             | Nominalizare | [ 27 ] [ 28 ] |
| 2012 | Urban Music Awards                       | Best Music Video              | "Hot Right Now" | Nominalizare | [ 27 ] [ 28 ] |
| 2012 | MP3 Music Awards                         | Best Newcomer                 | "Hot Right Now" | Câștigat     | [ 29 ]        |
| 2012 | BBC Radio 1 Teen Awards                  | Best British Music Act        | Ea însăși       | Nominalizare | [ 30 ]        |
| 2012 | BBC Radio 1 Teen Awards                  | Best British Single           | "R.I.P."        | Nominalizare | [ 30 ]        |
| 2012 | BBC Radio 1 Teen Awards                  | Best British Album            | Ora             | Nominalizare | [ 30 ]        |
| 2013 | BRIT Awards                              | British Breakthrough Act      | Ea însăși       | Nominalizare | [ 31 ]        |
| 2013 | BRIT Awards                              | British Single of the Year    | "R.I.P."        | Nominalizare | [ 31 ]        |
| 2013 | BRIT Awards                              | British Single of the Year    | "Hot Right Now" | Nominalizare | [ 31 ]        |
| 2013 | Kids' Choice Awards                      | Favourite UK Female Artist    | Ea însăși       | Nominalizare | [ 32 ]        |
| 2013 | Glamour Awards                           | UK Solo Artist                | Ea însăși       | Câștigat     | [ 33 ] [ 34 ] |
| 2013 | Glamour Awards                           | Pandora Breakthrough          | Ea însăși       | Nominalizare | [ 33 ] [ 34 ] |
| 2013 | BET Awards                               | Best International Act: UK    | Ea însăși       | Nominalizare | [ 35 ]        |
| 2013 | Live Music Business Awards               | Breakthrough Artiste          | Ea însăși       | Nominalizare | [ 36 ]        |
| 2013 | MOBO Awards                              | Best Female Act               | Ea însăși       | Nominalizare | [ 37 ]        |
| 2013 | Harper's Bazaar Women of the Year Awards | Musician of the Year          | Ea însăși       | Câștigat     | [ 38 ]        |
| 2013 | MTV Europe Music Awards                  | Best World Stage              | Ea însăși       | Nominalizare | [ 39 ]        |
| 2013 | MTV Europe Music Awards                  | Best Look                     | Ea însăși       | Nominalizare | [ 39 ]        |
| 2013 | World Music Awards                       | World's Best Female Artist    | Ea însăși       | Nominalizare | [ 40 ]        |
| 2013 | World Music Awards                       | World's Best Live Act         | Ea însăși       | Nominalizare | [ 40 ]        |
| 2013 | World Music Awards                       | World's Best Entertainer      | Ea însăși       | Nominalizare | [ 40 ]        |
| 2013 | World Music Awards                       | World's Best Song             | "R.I.P."        | Nominalizare | [ 40 ]        |
| 2013 | World Music Awards                       | World's Best Song             | "Hot Right Now" | Nominalizare | [ 40 ]        |
| 2013 | World Music Awards                       | World's Best Video            | "R.I.P."        | Nominalizare | [ 40 ]        |
| 2013 | World Music Awards                       | World's Best Video            | "Hot Right Now" | Nominalizare | [ 40 ]        |
| 2014 | IMA Awards                               | Best Albanian Act             | Ea însăși       | Nominalizare | [ 41 ]        |
| 2014 | BET Awards                               | Best International Act: UK    | Ea însăși       | Nominalizare | [ 42 ]        |
| 2014 | Young Hollywood Awards                   | You’re So Fancy               | Ea însăși       | Nominalizare | [ 43 ]        |
| 2014 | Young Hollywood Awards                   | Breakout Music Artist         | Ea însăși       | Nominalizare | [ 43 ]        |
| 2014 | Teen Choice Awards                       | Choice Music: Breakout Artist | Ea însăși       | Nominalizare | [ 44 ]        |

## Legături externe
- Site web oficial
- Rita Ora pe Twitter
- Rita Ora pe Facebook
- Rita Ora la Internet Movie Database
- Roc Nation profile Arhivat în 18 octombrie 2014, la Wayback Machine.